# Teoria de interacção
A teoria de interacção é uma das teorias que alguns professores de surdos defendem ao ensinar e educar crianças surdas.

## Em que se baseia
A teoria de interacção defende que a aquisição da linguagem resulta da interacção entre dois factores:
- O programa mental inato do aprendiz;
- A linguagem produzida conjuntamente pelo aprendiz e um interlocutor com domínio da língua.

Muitos pensam que a criança aprende uma língua somente com a “linguagem que entra”. Ou seja, o cérebro constrói a língua monitorizando também a eficiência com que as respostas ou iniciativas verbais do aprendiz “resultam” no relacionamento com os outros.
A linguagem verbal não é algo que se possa isolar da cognição humana. As crianças adquirem a linguagem assimilando não as estruturas sintácticas de superfície, e sim as estruturas semânticas subjacentes, justificadas pelas relações entre os objectos concretos.
Como no desenvolvimento cognitivo o significado prevalece sobre a forma, fica justificado por que devem prevalecer, no bom ensino de línguas, as funções da linguagem sobre as formas.
Mais recentemente, verificou-se que o funcionamento da linguagem via além do pensamento cognitivo e das estruturas de memória. A aprendizagem de uma língua encontra as suas bases num sistema de reciprocidade comportamental. Em outras palavras: adquirir linguagem é aprender a comportar-se de maneiras socialmente dotadas de sentido.